# Boeing XP-7
El Boeing XP-7 fue un prototipo de caza biplano estadounidense de los años 20 del siglo XX.

## Desarrollo y diseño
El XP-7 nació como el último Boeing Model 15 (PW-9D), número de serie 28-41. Fue luego adaptado para montar el motor V-1570 Conqueror de 600 hp. Designado por Boeing como su Model 93, el morro del XP-7 era más corto y bajo que el de los PW-9 estándares, y el avión era en general 34,02 kg más ligero.
Voló por primera vez en septiembre de 1928 y se comportó bien, con un incremento de la velocidad de 27,4 km/h sobre el PW-9. Sin embargo, a pesar de una propuesta para producir cuatro P-7 adicionales, el diseño estaba al límite de sus capacidades y algo obsoleto incluso en el momento de su primer vuelo. Al final de las pruebas, el motor Conqueror fue desmontado y el avión fue reconvertido a PW-9D.

## Operadores
Estados Unidos
- Cuerpo Aéreo del Ejército de los Estados Unidos

## Especificaciones
Referencia datos: The American Fighter from 1917 to the present.

### Características generales
- Tripulación: Uno (piloto)
- Longitud: 7,3 m (24 ft)
- Envergadura: 9,8 m (32 ft)
- Altura: 2,7 m (9 ft)
- Superficie alar: 23,4 m² (251,9 ft²)
- Peso vacío: 1070 kg (2358,3 lb)
- Peso cargado: 1479 kg (3259,7 lb)
- Planta motriz: 1× motor lineal V-12 refrigerado por líquido Curtiss V-1570-1.
  - Potencia: 447 kW (617 HP; 608 CV)

### Rendimiento
- Velocidad máxima operativa (Vno): 270 km/h (168 MPH; 146 kt)
- Velocidad crucero (Vc): 216 km/h (134 MPH; 117 kt)
- Alcance: 402 km (217 nmi; 250 mi)
- Techo de vuelo: 6797 m (22 300 ft)
- Régimen de ascenso: 7,2 m/s (1417 ft/min)

### Armamento
- Ametralladoras: 

  - 1 de 12,7 mm
  - 1 de 7,7 mm
- Bombas: 57 kg

## Aeronaves relacionadas

### Secuencias de designación
- Secuencia Numérica (interna de Boeing): ← 81 - 83 - 89 - 93 - 95 - 96 - 99 →
- Secuencia P-_ (Cazas (Pursuit) del USAAC/USAAF/USAF, 1924-1962): ← XP-4 - P-5 - P-6 - XP-7 - XP-8 - XP-9 - XP-10 →